# Dicloxacil·lina
La dicloxacilina és un antibiòtic β-lactàmic resistent a penicil·linasa.

## Activitat i mecanisme d'acció
Antibacterià. AntiGram+. De la família de les penicil·lines. Resistent a β-lactamases. Exerceix la seva acció bactericida sobre el creixement i divisió de la paret cel·lular bacteriana, encara que no es coneix exactament el mecanisme d'acció implicat.
Els peptidoglicans mantenen la paret cel·lular bacteriana rígida, protegint el bacteri contra ruptura osmòtica. Les bencilpenicilines inhibeixen el pas final de la unió de peptidogligans mitjançant la seva unió a transpeptidases, proteïnes fixadores de penicil·lines, que es troben a la superfície interior de la coberta cel·lular bacteriana, inactivant-les.
Altres mecanismes implicats: lisis bacteriana a causa de la inactivació d'inhibidors endògens d'autolisines bacterianes.

## Propietats fisicoquímiques
- Solubilitat: Soluble en aigua i metanol, menys soluble en butanol i lleugerament soluble en acetona i solvents orgànics.
- Dosi letal: en ratolins → 0,9 (g/kg)v.i. en rates → 0,63 (g/kg) i.p.

## Indicacions
És efectiva contra Staphilococcus aureus productors de penicil·linases, a més, per tractar certes infeccions causades pels bacteris com la pneumònia i altres infeccions als ossos, sentits, pell i vies urinàries. Els antibiòtics no tenen cap efecte sobre els refredats, la grip o altres infeccions víriques.